# 三輪翔志
三輪 翔志（みわ しょうし、1994年7月22日は、日本の俳優。FPアドバンス所属。2020年からはパフォーマンスボーカルユニット・XLAMPのメンバーも務めている。

## 人物・経歴
東京都出身。

趣味はファッション

特技はアクロバット・スノボ
特技のアクロバットを活かし、殺陣などのパフォーマンスも得意とし、幅広いジャンルの舞台で活躍中。

俳優業の傍ら、伊藤直樹、中島礼貴、神山慎一郎、三輪翔志、二平壮悟の5人による、和ROCKパフォーマンスボーカルユニット『XLAMP』のパフォーマーとして、数多くのライブに出演。

## 出演

### CM
- 東進 全国統一高校生テスト（2013年） - 生徒 役
- 三菱自動車工業

### テレビドラマ
- SHARK（日本テレビ、2014年） - 観客 役、塾の生徒 役
- GTO リメイク版第2期（関西テレビ、2014年） - 観客 役
- 婚活刑事（読売テレビ、2015年）
- デスノート（日本テレビ、2015年）
- HEAT（関西テレビ、2015年）
- 探偵の探偵（フジテレビ、2015年）
- 水曜ミステリー9「奥多摩駐在刑事 3」（テレビ東京/BSジャパン、2015年）
- 手裏剣戦隊ニンニンジャー（テレビ朝日、2015年）
- 5→9〜私に恋したお坊さん〜（フジテレビ、2015年）
- 下町ロケット（TBS、2015年）
- ダメな私に恋して下さい（TBS、2016年）
- 武道館（フジテレビ、2016年）
- ドクターX〜外科医・大門未知子〜スペシャル（テレビ朝日、2016年）

### 舞台
- 劇団空感エンジン「LOVE & CHICK〜マゼルナ×キケン〜」（2015年4月8日 - 4月13日 @両国エアースタジオ）
- 一生の砂（2015年9月16日 - 9月23日 @笹塚ファクトリー）
- 蜉蝣 -kagerou-（2016年5月20日 - 5月22日 @千本桜ホール） - 主演
- ユーキースショーケース「耳隠して、女隠して、心隠す」（2016年8月18日 - 8月25日 @STUDIOユーキース）
- GO→S! Vol.1「LOVELY,Clear Sky」（2016年11月2日 - 11月6日 @上野ストアハウス）
- GO→S! Vol.2「LOVE & CHICK〜カモン× DJ〜」（2016年12月7日 - 12月12日 @両国エアースタジオ）
- 叫べ。（2017年2月23日 - 2月26日 @高田馬場ラビネスト）
- 宇宙食堂 10周年記念公演「超絶ブルームーン」（2017年7月28日 - 7月30日 @吉祥寺シアター）
- D-RactoR プロデュース公演「トラブラーズ!!」（2017年9月6日 - 9月10日 @シアター・バビロンの流れのほとりにて） - 主演
- カラスカ公演「名探偵とナン」（2017年11月8日 - 11月12日 @日暮里d-倉庫）
- ルドビコ★vol.10「OTHLLO-オセロ- 〜青い薔薇と緑の炎〜」（2017年12月15日 - 12月25日 @サンモールスタジオ）
- 劇団ソコソコ「さいしゅうごう〜満悦至極〜」（2018年1月11日 @赤坂CHANCEシアター）
- 朝劇 西新宿「恋の遠心力」（2018年2月14日 @GLASS DANCE 新宿店） - ゲスト出演
- 若宮亮プロデュース Vol.3 フラワースタジオ公演「ヒカリ」（2018年2月27日 - 3月11日 @四谷フラワースタジオ） - 主演
- アンミカ case.1「unravel」（2018年5月2日 - 5月6日 @新宿村LIVE）[2]
- オッドエンタテインメント Presents 舞台「鬼切丸伝〜源平鬼絵巻〜」（2018年6月20日 - 6月24日 @こくみん共済 coop ホール／スペース・ゼロ）
- 平成時代劇 片肌☆倶利伽羅紋紋一座「ざ☆くりもん」「火消哀歌」（2018年8月15日 - 8月21日 @シアターグリーン BIG TREE THEATER）
- Y プロジェクト「白虎隊」（2018年9月27日 - 9月30日 @渋谷区文化総合センター大和田 伝承ホール） - 主演
- ピウス企画×人狼 TLPT「トランスミッション」（2019年1月6日 - 1月17日 @萬劇場）
- カラスカ公演「美女と多重」（2019年3月28日 - 3月31日 @築地本願寺 ブディストホール）
- 宇宙食堂オリジナルメニュー#10「無敵望遠鏡」（2019年5月9日 - 5月14日 @吉祥寺シアター）
- チェンジオブワールド（2019年6月25日 - 6月30日 @池袋シアターグリーン BOX in BOX THEATER）[3]
- メグルキカク 第4回公演「望むツキに想ひをヒメて」（2019年9月11日 - 9月15日 @中野テアトルBONBON）
- ±0 フェスタ 543 vol.3 参加作品「歪み」（2019年10月23日 - 10月27日 @エリア543） - 主演
- E-Stage Topia プロデュース公演「ペトリコール」（2019年11月27日 - 12月8日 @中野 劇場HOPE）
- X-QUEST 公演「三獣士 -ヴァリアント・マスケティアーズ-」（2019年12月25日 - 12月29日 @シアターサンモール）
- 舞台「盾の勇者の成り上がり」（2020年3月27日 - 3月29日 @COOL JAPAN PARK OSAKA TTホール、2020年4月2日 - 4月12日 @シアターサンモール） - 新型コロナウイルス感染症の影響で中止。ゲネプロの無観客公演のみ行われ、映像ソフト化された。
- E-Stage Topiaプロデュース「VALENT」（2024年2月7日 - 11日 @ザ・ポケット）[4]

### 映画
- 真田十勇士（松竹/日活、2016年）

## XLAMP
XLAMP(クロスランプ)

俳優5人による、和ROCKパフォーマンスボーカルユニット
X…未知数　LAMP…灯火

『未知なる希望の灯火を世界へ』
 メンバー　
- 伊藤直樹
- 中島礼貴
- 神山慎一郎
- 三輪翔志
- 二平壮悟

メンバーの平均身長は180cm
 LIVE 
- XLAMP 単独LIVE (不定期開催)
- トーク×LIVE『NO LAMP NO LIFE』 (不定期開催)
- 『XLAMP 4BASES TOUR 2021〜華鳥風月〜』(2021年7月17日、名古屋:SPADE BOX/2021年7月31日、静岡:SOUND SHOWER ark 清水/2021年8月29日、東京:Zirco Tokyo/2021年11月3日、大阪:梅田ZEELA)

ほか、主催ライブ、イベント等多数出演
| 発売       | タイトル                                        | 収録                                                                            |
| ---------- | ----------------------------------------------- | ------------------------------------------------------------------------------- |
| 2020年11月 | シングルCD 「X」                                | 1.X WORLD http://2.LOVE SHOWER 3.XWORLD inst http://4.LOVE SHOWER inst 5.出囃子 |
| 2021年7月  | DVD 「X WORLD」 MUSIC VIDEO                     | 1stシングル「X WORLD」 MV・メイキング映像収録                                   |
| 2022年1月  | シングルCD 「Take a Step」                      | 1.Take a Step 2.Take a Step inst 3.背水の陣                                     |
| 2022年1月  | Live DVD 『XLAMP 4BASES TOUR 2021〜華鳥風月〜』 | 東京・大阪・静岡・名古屋 各会場ノーカットライブ映像収録                         |